# ألان وادل
ألان وادل (بالإنجليزية: Alan Waddle)‏ (ولد في 9 يونيو 1954) هو لاعب كرة قدم إنجليزي سابق لعب كمهاجم. بدأ وادل مسيرته المهنية مع هاليفاكس تاون حيث قام بالتوقيع معه في أكتوبر 1971. شارك في 22 مباراة في الدوري وسجل الهدف الحاسم في المباراة الأخيرة لموسم 1972-73 في وولسول مما مكن هاليفاكس تاون من تجنب الهبوط من الدرجة الثالثة. في يونيو 1973 تعاقد بيل شانكلي مدرب ليفربول مع وادل وحقق هدفه الوحيد لليفربول في الفوز 1-0 على غريمه إيفرتون في ديسمبر 1973. لعب وادل 22 مباراة للنادي لكنه خسر مكانه في عام 1975 ولعب فقط مباراة واحدة في السنتين المتبقيتين على الرغم من أنه لعب في مباراة الذهاب من فوز ليفربول على زوريخ في الدور قبل النهائي من كأس أوروبا 1976–77 إلا أنه جعله على مقاعد البدلاء في نهائي كأس أوروبا 1977 قبل أن يغادر ذلك الصيف. قضى سنة في ليستر سيتي قبل أن ينتقل إلى سوانزي سيتي حيث حقق نجاحا تحت قيادة المدرب الويلزي جون توشاك. في ديسمبر 1980 انضم وادل إلى نيوبورت كونتي مقابل 80,000 جنيه إسترليني وهو رقم قياسي لنيوبورت كونتي. شارك في مسيرته المهنية والتي تضمنت عودتين إلى سوانسي (أحدهما كمدير العمليات التجارية) وفترات في فنلندا وهونج كونج وقطر.